# Maurice Jaubert

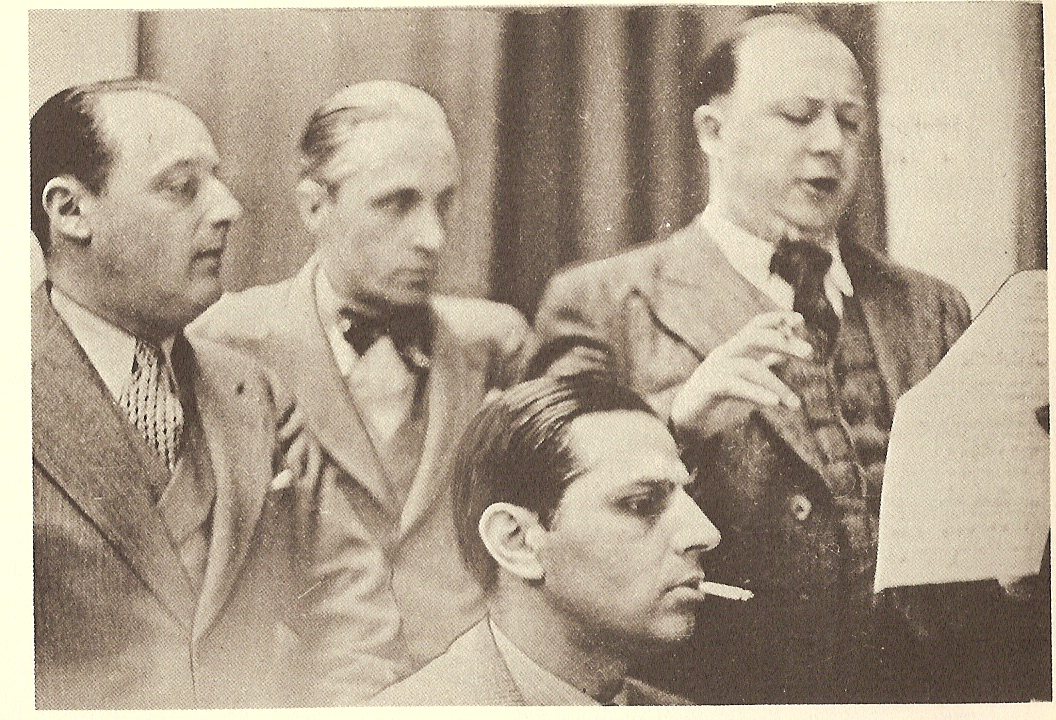
Maurice Jaubert (onder)

Maurice Jaubert (Nice, 3 januari 1900 - Azerailles, 19 juni 1940) was een Frans componist, vooral bekend van zijn filmmuziek.

## Biografie
Jaubert was een zoon van een bekend advocaat en volgde een opleiding in de rechten aan de Sorbonne. Maar vanaf zijn twintigste componeerde hij orkestwerken, kamermuziek, ballet-, theater- en filmmuziek. In 1931-1935 was hij muzikaal directeur van de Pathé-Natan studios in Parijs. Hij schreef onder meer muziek voor films van René Clair (14 Juillet), Jean Vigo (Zéro de conduite, L'Atalante), Julien Duvivier (Un carnet de bal) en Marcel Carné (Hôtel du Nord, Le jour se lève, Le Quai des brumes) in de jaren 30 van de twintigste eeuw. Ook voor de documentaire L'île de Pâques (Paaseiland) van John Fernhout en  Henri Storck uit 1934 schreef hij de muziek. 
In 1937 schreef hij een bijdrage over filmmuziek in Footnotes to the Film, een boek samengesteld door de Engelse filmcriticus Charles Davy (1937) waaraan onder meer ook Alfred Hitchcock, Graham Greene en  John Betjeman meewerkten. Hij sneuvelde in de Slag om Frankrijk aan het begin van de Tweede Wereldoorlog, net als zijn collega-componist Jehan Alain.
François Truffaut had een grote bewondering voor Jaubert en gebruikte zijn muziek postuum in vier van zijn films: L'Histoire d'Adèle H., L'Argent de poche, L'Homme qui aimait les femmes en La Chambre verte.